# Дос-Пілас
Дос-Пі́лас (ісп. Dos Pilas) — місто цивілізації мая на території сучасної Гватемали, один з найважливіших політичних центрів цивілізації мая в пізній класичний період.

## Розташування
Дос-Пілас знаходиться в 17 кілометрах на північний захід від муніципального району Саяче, у самому серці регіону Петешбатун, що охоплює басейни річок Пасьон і Чішой в сучасній Гватемалі. Місто знаходиться на висоті 150 метрів над рівнем моря і розташований в тропічних джунглях.

## Історія
Незважаючи на досить скромні розміри і порівняно недовгий розквіт (середина VII — середина VIII століття), Дос-Пілас зіграв значну роль в історії мая класичного періоду.
Засноване було у 650 року як аванпост Тікаля, однак 50 років по тому ахав Південного Мутульського царства Баахлах-Чан-К'авііль уклав союз з Калакмулем і став таким чином смертельним ворогом Тікаля. З часів ранньої класики основними центрами Петешбатуна були міста Тамаріндіто, Арройо-де-Пьедра, Сейбаль. Але у VII ст. починається піднесення нового царства — Дос-Пілас, правителі якого невдовзі встановили контроль над усією областю.
Місто було столицею Південне Мутульського царства. До кінця VII ст. Дос-Пілас перетворилося на густонаселене місто площею близько 4 км² з населенням 4000-5000 осіб. Першим відомим царем Дос-Пілас був Баахлах-Чан-К'авііль.
Наразі не можна впевнено стверджувати, яку назву городище мало у давнину, оскільки ієрогліфічний топонім Дос-Піласа поки не прочитано.
У місті, на території близько 1 км² виявлено понад 500 кам'яних споруд, включно з пірамідами, палацами та житловими помешканнями. Історію Дос-Піласа викладено на більш ніж 40 монументах міста та регіону, часто з докладністю, що не має аналогів для області мая.
Місто було укріплене, у ньому було кілька воріт, піраміда висотою 40 метрів — найвища з пірамід на річці Ла-Пасьон, однак найголовнішою її характерною рисою є великі парадні сходи, відкриті недавно у структурі L5-49, з ієрогліфічним написом, що оповідає про історії суперництва і воєн між Дос-Пілас, Тікалем і сусідніми містами.
Раніше вважали, що близько 650 р. спалахнув конфлікт в Мутульському царстві, який призвів до втечі деяких вельмож з Тікаля та заснування міста Дос-Пілас, де утвердилася династія, яка стояла при владі протягом 160 років.
Городище Дос-Пілас було відкрито 1954 року. З того часу воно інтенсивно вивчається істориками та археологами. Всі письмена настільки відмінно збереглися, що археологи навіть ставили питання про їх автентичності. 12 червня 1970 руїни міста були визнані національною пам'яткою Гватемали.
Царі Дос-Піласа (629—761)
- Баахлах-Чан-К'авііль (раніше 648—692)
- Іцамнаах-К'авііль (раніше 698—726)
- Уча'ан К'ін Б'алам (727—741)
- К'авіль Чан К'ініч (741—761)

## Світлини

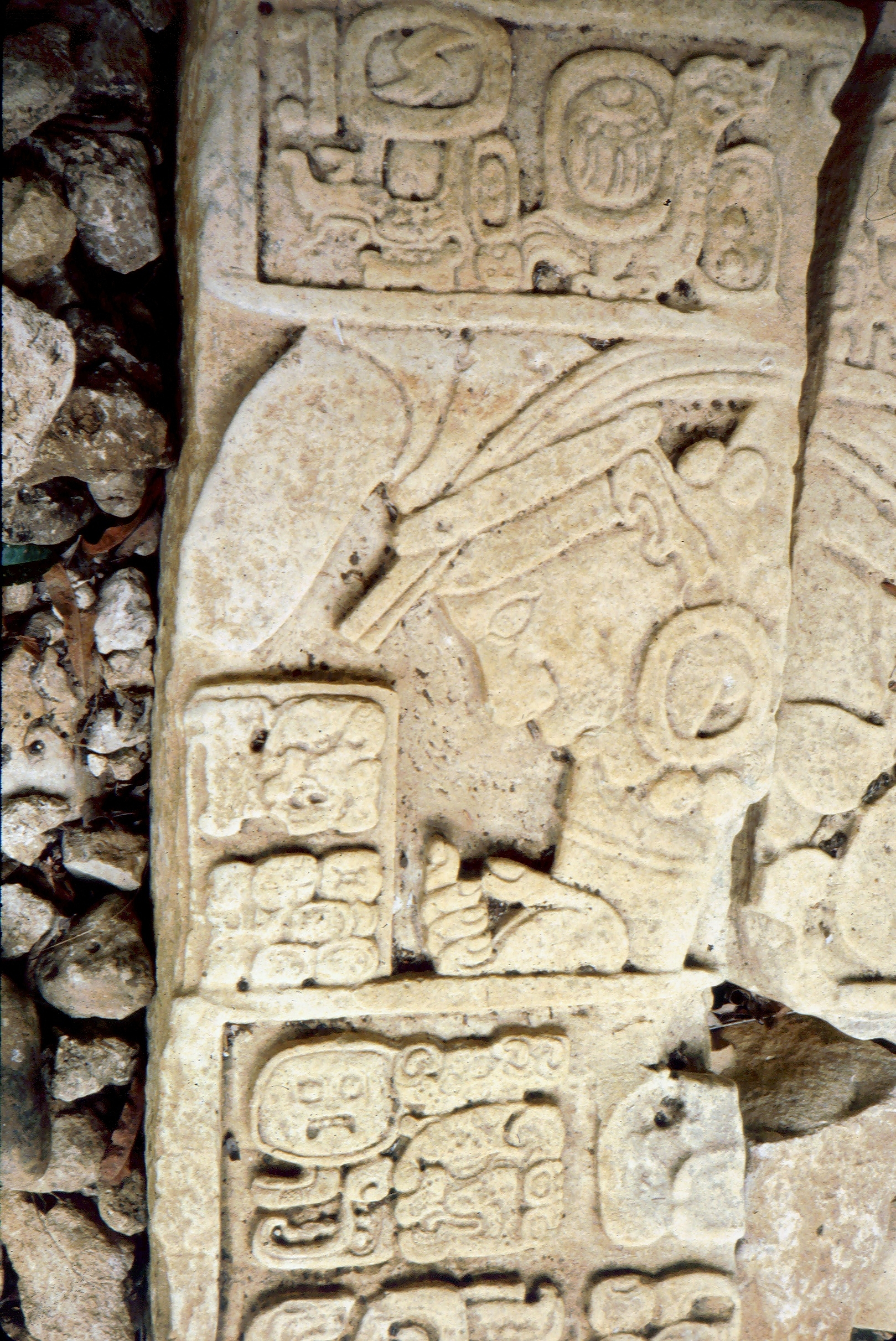
Стела 16
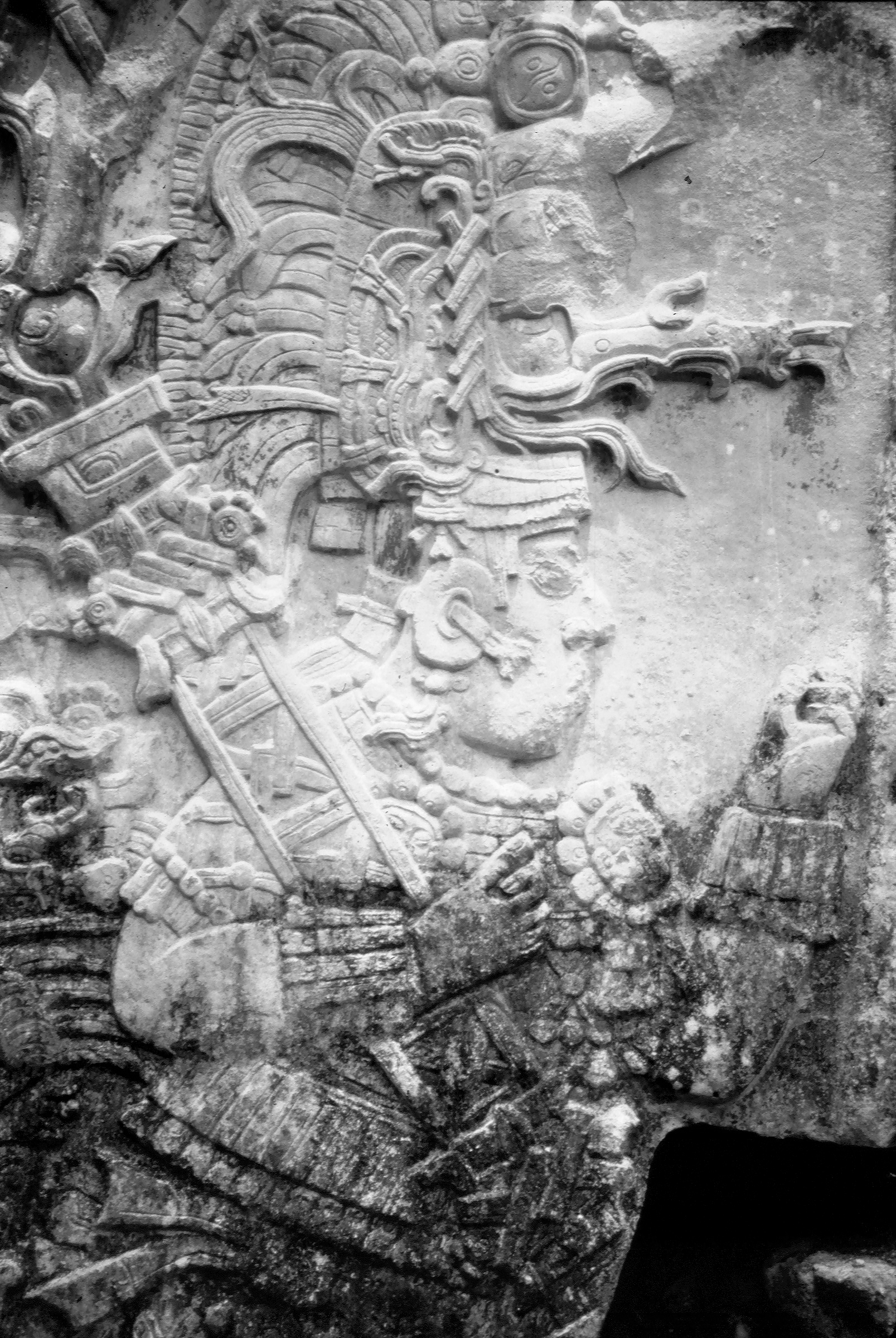
Стела 10
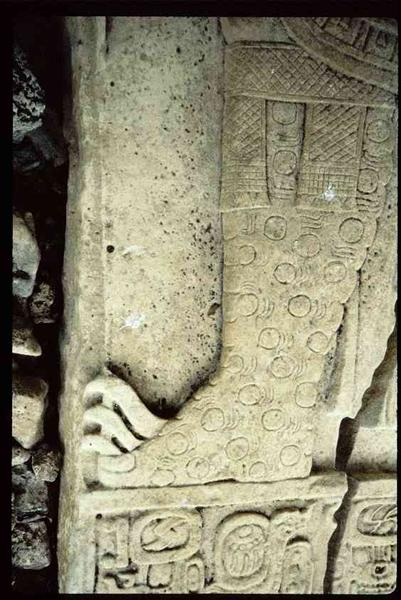
Стела 5
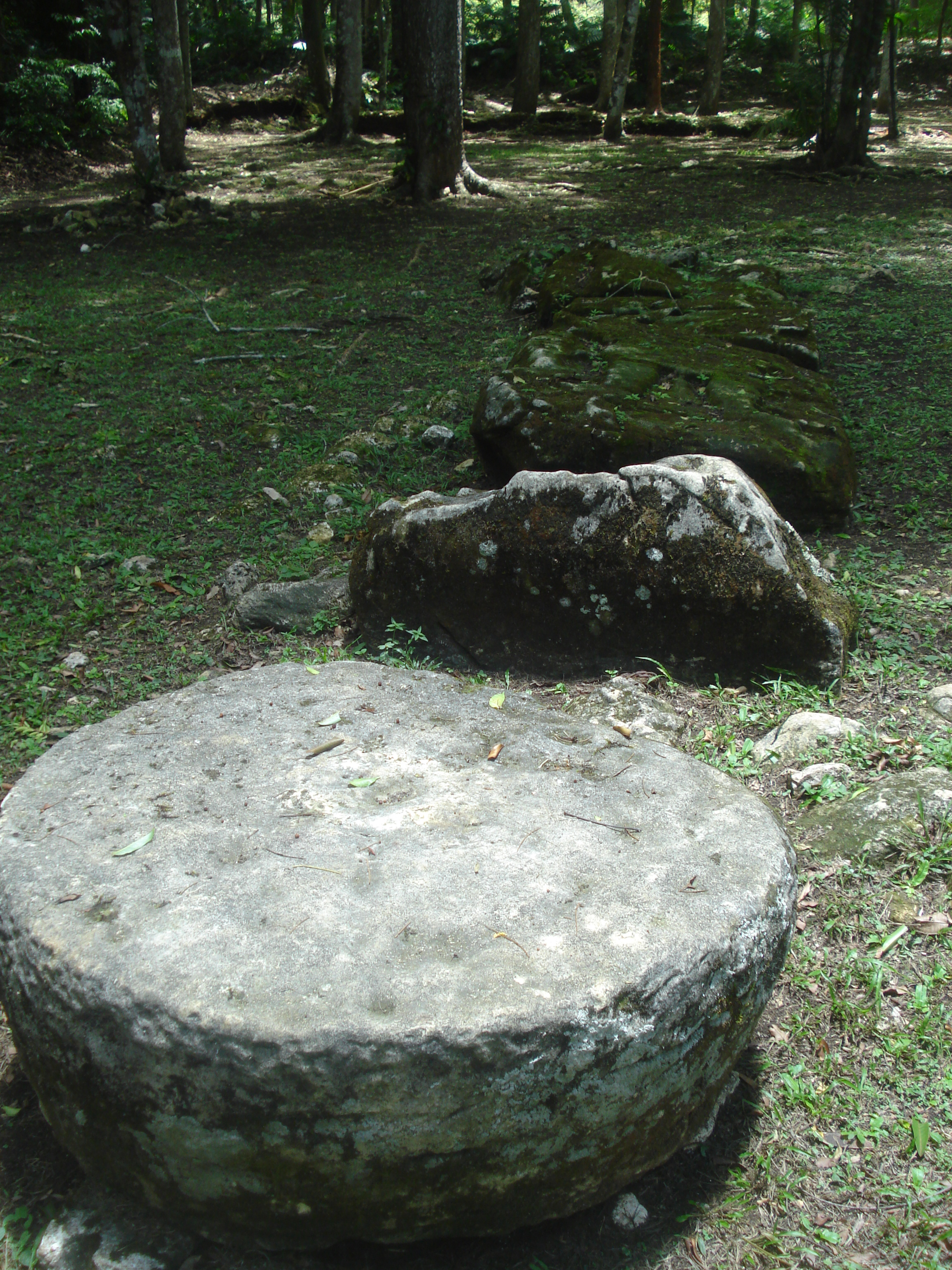
Вівтар
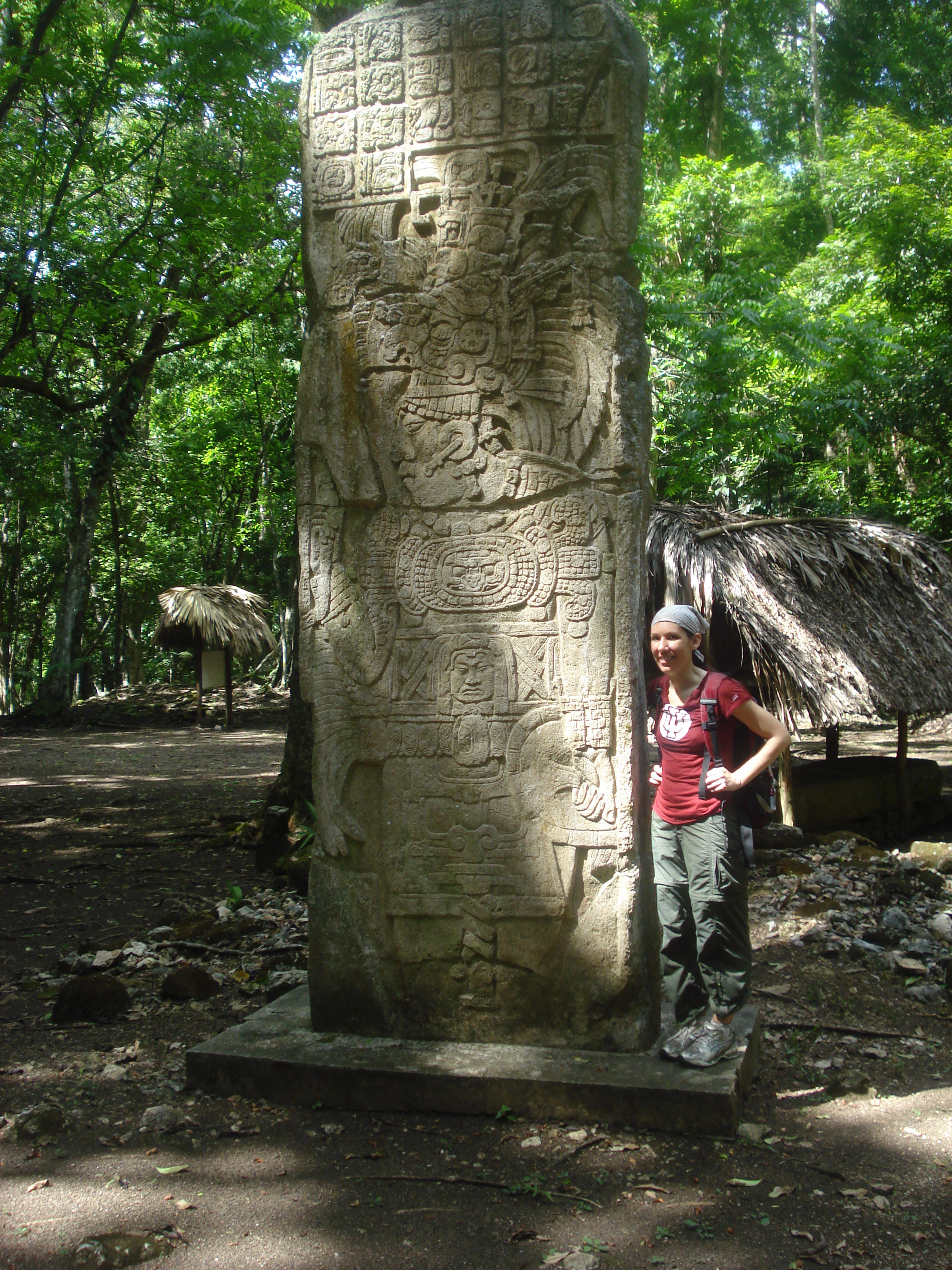
Стела з зображенням Іцамнаах-К'авііля